# 錫達克雷斯特 (麻薩諸塞州)
錫達克雷斯特（英語：Cedar Crest）是位於美國麻薩諸塞州普利茅斯縣的一個普查規定居民點。

## 人口
根據2020年美國人口普查的數據，錫達克雷斯特的面積為3.92平方千米，當中陸地面積為3.78平方千米，而水域面積為0.14平方千米。當地共有人口2230人，而人口密度為每平方千米568.88人。